# Chiesa di San Teodoro (Cantù)
La chiesa di San Teodoro è un luogo di culto cattolico di Cantù.

## Storia e descrizione
Elevata a parrocchiale nel XV secolo, la chiesa di San Teodoro fu costruita in stile romanico tra la fine dell'XI e il XII secolo ma molto rimaneggiata nel corso del tempo.
La facciata, modificata nel XVII secolo secondo gli stilemi barocchi, è introdotta da un portale settecentesco in legno di noce, incorniciato da arenaria grigio-gialla. Al XVIII secolo risale invece una raffigurazione del vescovo Teodoro racchiusa nel fastigio del portale.

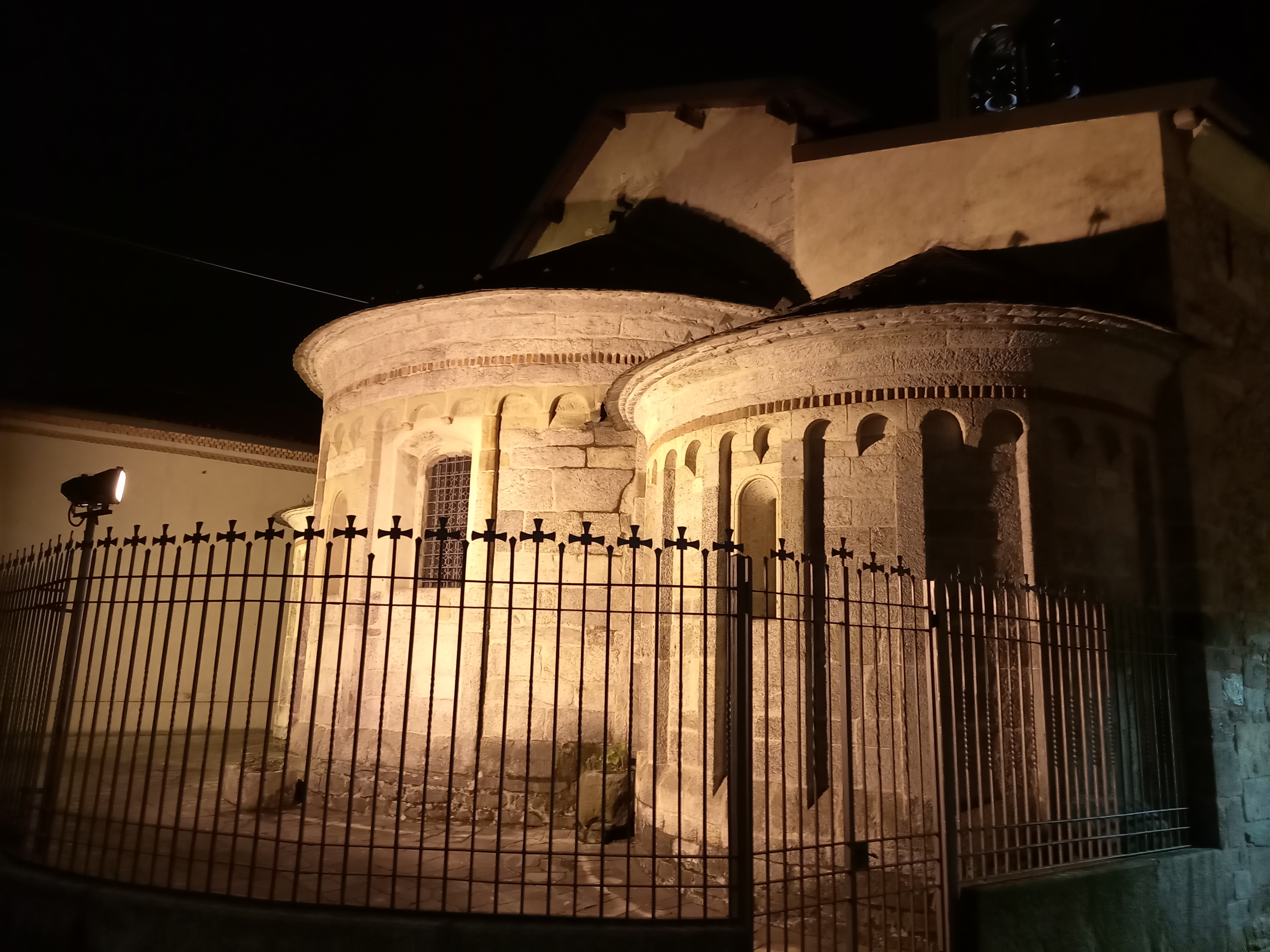
Esterno dell'area absidale

Le navate, delimitate da pilastri rettangolari rivestiti di serizzo e chiuse da rispettivi absidi, sono state anch'esse oggetto di importanti ristrutturazioni. Se infatti l'abside centrale è originale, i due laterali furono ricostruiti in stile romanico agli inizi del XX secolo dopo che nel '600 erano stati demoliti per lasciar posto a due cappelle a pianta rettangolare progettate dell'architetto Gerolamo Quadrio. Internamente, tra la fine del '500 e gli inizi del '600 il pavimento era in laterizio con mattonelle quadrate e rettangolari, mentre le pareti erano completamente dipinte. Di queste raffigurazioni sopravvivono oggi un San Giovanni Battista, un Battesimo di Gesù e una Madonna del latte.
La copertura, che era capriate lignee con coppi a vista e che, in origine, aveva una struttura interna a cassettoni, nel periodo barocco fu dotata di una struttura a volte a vela.
I rimaneggiamenti hanno interessato anche il campanile, originariamente costruito in stile romanico durante il Medioevo ma intensivamente ristrutturato già nel XVII secolo. La parte superiore fu ricostruita in pietra di Saltrio nel 1831, attraverso un intervento che vide l'aggiunta del dado ottagonale e della cupola a cipolla.
La chiesa conserva un prezioso Crocifisso ligneo con capelli e spine vere, proveniente dalla demolita chiesa dei Santi Giacomo e Filippo, oltre alle spoglie di Sant'Innocenzo della Legione tebana.